# Atletica leggera ai Giochi della XV Olimpiade - Salto in alto femminile
La competizione del salto in alto femminile di atletica leggera ai Giochi della XV Olimpiade si è disputata il giorno 27 luglio 1952 allo Stadio olimpico di Helsinki.

## L'eccellenza mondiale
| Camp.ssa olimpica 1948 | 1,68      | Alice Coachman    | Rit. 1949 |
| Camp.ssa europea 1950  | 1,63      | Sheila Lerwill    | Presente  |
| Primat. mondiale       | 1,72 1951 | Sheila Lerwill    | Presente  |
| Primat. stagionale     | 1,66      | Aleksandra Čudina | Presente  |

1. ↑  Fino al 19 luglio.

## Gara
Le atlete iscritte sono 17. Non è previsto il turno eliminatorio e si procede direttamente alla finale.

La primatista mondiale, la sovietica Aleksandra Čudina (1,66 eseguito con la vecchia sforbiciata), supera 1,61 soltanto alla seconda prova. Meglio di lei fanno Sheila Lerwill, la primatista mondiale, e la sudafricana Esther Brand, che non fanno errori.

A 1,63 la sovietica passa alla prima prova, andando in vantaggio; è però costretta a fermarsi a 1,65, facendo cadere per tre volte l'asticella.
La lotta per l'oro viene disputata a 1,67. La Lerwill è la favorita in quanto la Brand ha un personale di 1,66 (stabilito nel lontano 1941). Entrambe sbagliano alla prima prova; anche la seconda va a vuoto. Al terzo tentativo la sudafricana sorprende tutti andando a cogliere un inatteso oro.
Per il Sudafrica l'oro della Brand è l'unico titolo femminile di atletica leggera conquistato nel XX secolo.

## Risultati

### Turno eliminatorio
Non previsto.

### Finale
Domenica 27 luglio 1952, ore 15:20.
| Pos     | Atleta             | Età | Nazione          | Salti | Salti | Salti | Salti | Salti | Salti | Salti | Salti | Salti | Salti | Salti | Misura |
| Pos     | Atleta             | Età | Nazione          | 1,35  | 1,40  | 1,45  | 1,50  | 1,55  | 1,58  | 1,61  | 1,63  | 1,65  | 1,67  | 1,69  | Misura |
| ------- | ------------------ | --- | ---------------- | ----- | ----- | ----- | ----- | ----- | ----- | ----- | ----- | ----- | ----- | ----- | ------ |
| Oro     | Esther Brand       | 30  | Sudafrica        | –     | O     | O     | O     | O     | O     | O     | XO    | XO    | XXO   | XXX   | 1,67   |
| Argento | Sheila Lerwill     | 24  | Gran Bretagna    | –     | O     | –     | XO    | O     | O     | O     | XXO   | XXO   | XXX   |       | 1,65   |
| Bronzo  | Aleksandra Čudina  | 29  | Unione Sovietica | –     | –     | O     | O     | O     | O     | XO    | O     | XXX   |       |       | 1,63   |
| 4       | Thelma Hopkins     | 16  | Gran Bretagna    | –     | –     | –     | O     | O     | O     | XXX   |       |       |       |       | 1,58   |
| 5       | Olga Modrachová    | 22  | Cecoslovacchia   | –     | O     | O     | O     | O     | O     | XXX   |       |       |       |       | 1,58   |
| 6       | Feodora Schenk     | 32  | Austria          | –     | –     | O     | O     | O     | XO    | XXX   |       |       |       |       | 1,58   |
| 7       | Nina Kossova       | 17  | Unione Sovietica | –     | –     | O     | O     | O     | XXO   | XXX   |       |       |       |       | 1,58   |
| 7       | Dorothy Odam-Tyler | 32  | Gran Bretagna    | –     | –     | O     | O     | O     | XXO   | XXX   |       |       |       |       | 1,58   |
| 9       | Gunhild Larking    | 16  | Svezia           | –     | O     | O     | O     | O     | XXX   |       |       |       |       |       | 1,55   |
| 10      | Alice Whitty       | 18  | Canada           | O     | O     | O     | O     | XO    | XXX   |       |       |       |       |       | 1,55   |
| 11      | Galina Ganeker     | 35  | Unione Sovietica | –     | –     | O     | XO    | XO    | XXX   |       |       |       |       |       | 1,55   |
| 12      | Deyse de Castro    | 19  | Brasile          | –     | –     | –     | O     | XXX   |       |       |       |       |       |       | 1,50   |
| 13      | Dawn Josephs       | 20  | Canada           | O     | O     | O     | O     | XXX   |       |       |       |       |       |       | 1,50   |
| 14      | Solveig Ericsson   | 20  | Svezia           | –     | O     | XO    | O     | XXX   |       |       |       |       |       |       | 1,50   |
| 15      | Seija Pöntinen     | 18  | Finlandia        | –     | O     | O     | XXO   | XXX   |       |       |       |       |       |       | 1,50   |
| 16      | Sisko Heikkilä     | 31  | Finlandia        | O     | O     | XXX   |       |       |       |       |       |       |       |       | 1,40   |
| 17      | Tamar Metal        | 19  | Israele          | O     | XO    | XXX   |       |       |       |       |       |       |       |       | 1,40   |